# Natação no Campeonato Europeu de Esportes Aquáticos de 2012 - 1500 m livre masculino
A prova dos 1500 metros livre masculino da natação no Campeonato Europeu de Esportes Aquáticos de 2012 ocorreu entre os dias 22 e 23 de maio em Debrecen na Hungria. 

## Calendário
| Fase          | Data       | Hora  |
| ------------- | ---------- | ----- |
| Eliminatórias | 22 de maio | 10:54 |
| Final         | 23 de maio | 17:02 |

Todos os horários estão no horário local (UTC+1)

## Recordes
Antes desta competição, os recordes eram os seguintes:
| Recorde mundial       | Sun Yang      | 14:34.14 | Xangai    | 31 de julho de 2011  |
| Recorde europeu       | Yury Prilukov | 14:41.13 | Pequim    | 15 de agosto de 2008 |
| Recorde do campeonato | Yury Prilukov | 14:50.40 | Eindhoven | 22 de março de 2008  |

Os seguintes novos recordes foram estabelecidos durante esta competição. 
| Data       | Prova | Nadador              | Nacionalidade | Tempo    | Recordes              |
| ---------- | ----- | -------------------- | ------------- | -------- | --------------------- |
| 23 de maio | Final | Gregorio Paltrinieri | Itália        | 14:48.92 | Recorde do campeonato |

## Medalhistas
| Ouro                       | Prata           | Bronze               |
| Gregorio Paltrinieri (ITA) | Gergő Kis (HUN) | Gergely Gyurta (HUN) |

## Resultados

### Eliminatórias
Esses foram os resultados das eliminatórias. 
| Pos. | Bateria | Raia | Nadador              | Nacionalidade | Tempo    | Notas            |
| ---- | ------- | ---- | -------------------- | ------------- | -------- | ---------------- |
| 1    | 2       | 4    | Samuel Pizzetti      | Itália        | 15:10.26 | Q                |
| 2    | 2       | 5    | Gregorio Paltrinieri | Itália        | 15:11.06 | Q                |
| 3    | 1       | 3    | Gergely Gyurta       | Hungria       | 15:15.01 | Q                |
| 4    | 2       | 6    | Jan Wolfgarten       | Alemanha      | 15:18.39 | Q                |
| 5    | 3       | 4    | Gergő Kis            | Hungria       | 15:20.66 | Q                |
| 6    | 3       | 3    | Sergiy Frolov        | Ucrânia       | 15:21.49 | Q                |
| 7    | 3       | 5    | Anthony Pannier      | França        | 15:24.11 | Q                |
| 8    | 3       | 2    | Sören Meissner       | Alemanha      | 15:24.18 | Q                |
| 9    | 1       | 5    | Damien Joly          | França        | 15:25.81 |                  |
| 10   | 3       | 6    | Evgeny Kulikov       | Rússia        | 15:26.52 |                  |
| 11   | 3       | 8    | David Brandl         | Áustria       | 15:28.99 |                  |
| 12   | 1       | 1    | Richárd Nagy         | Eslováquia    | 15:30.77 | Recorde nacional |
| 13   | 2       | 2    | Ediz Yildirimer      | Turquia       | 15:31.78 |                  |
| 14   | 1       | 4    | Rocco Potenza        | Itália        | 15:32.69 |                  |
| 15   | 2       | 3    | Federico Colbertaldo | Itália        | 15:34.53 |                  |
| 16   | 1       | 7    | Jan Micka            | Chéquia       | 15:36.81 |                  |
| 17   | 1       | 6    | Antonio Arroyo Perez | Espanha       | 15:37.59 |                  |
| 18   | 2       | 1    | Anton Goncharov      | Ucrânia       | 15:37.78 |                  |
| 19   | 1       | 2    | Ventsislav Aydarski  | Bulgária      | 15:38.45 |                  |
| 20   | 3       | 7    | Anton Sveinn McKee   | Islândia      | 15:39.63 | Recorde nacional |
| 21   | 2       | 7    | Uladzimir Zhyharau   | Bielorrússia  | 15:42.85 |                  |
| 22   | 3       | 1    | Jovan Mitrovic       | Suíça         | 15:46.49 |                  |
| 23   | 2       | 8    | Stefan Šorak         | Sérvia        | DNS      |                  |

### Final
Esse foi o resultado da final. 
| Pos.              | Raia | Nadador              | Nacionalidade | Tempo    | Notas                 |
| ----------------- | ---- | -------------------- | ------------- | -------- | --------------------- |
| Medalha de ouro   | 5    | Gregorio Paltrinieri | Itália        | 14:48.92 | Recorde do campeonato |
| Medalha de prata  | 2    | Gergő Kis            | Hungria       | 14:58.15 |                       |
| Medalha de bronze | 3    | Gergely Gyurta       | Hungria       | 15:04.38 |                       |
| 4                 | 4    | Samuel Pizzetti      | Itália        | 15:09.83 |                       |
| 5                 | 1    | Anthony Pannier      | França        | 15:12.02 |                       |
| 6                 | 6    | Jan Wolfgarten       | Alemanha      | 15:13.68 |                       |
| 7                 | 7    | Sergiy Frolov        | Ucrânia       | 15:13.99 |                       |
| 8                 | 8    | Sören Meissner       | Alemanha      | 15:19.50 |                       |

Legenda
| Recorde mundial       | Recorde mundial (World record)               |                       | Recorde africano                      | Recorde africano (African) |                                           | Q | Classificado por posição (Qualified) |
| Recorde do campeonato | Recorde do campeonato (Championship record)  | Recorde da América    | Recorde da América (Americas)         | q                          | Classificado por melhor tempo (Qualified) |   |                                      |
| Melhor marca do ano   | Melhor marca do ano (World leading)          | Recorde asiático      | Recorde asiático (Asian)              | DNS                        | Não largou (Did not start)                |   |                                      |
| Recorde nacional      | Recorde nacional (National record)           | Recorde europeu       | Recorde europeu (European)            | DNF                        | Não terminou (Did not finish)             |   |                                      |
| Recorde pessoal       | Recorde pessoal do atleta (Personal best)    | Recorde da Oceania    | Recorde da Oceania (Oceania)          | DSQ / DQ                   | Desclassificado (Disqualified)            |   |                                      |
| Recorde da temporada  | Recorde da temporada do atleta (Season best) | Recorde sul-americano | Recorde sul-americano (South America) | NM                         | Sem marca (No mark)                       |   |                                      |